# Ammophila peringueyi
Ammophila peringueyi är en biart som först beskrevs av Arnold 1928.  Ammophila peringueyi ingår i släktet Ammophila och familjen grävsteklar. Inga underarter finns listade i Catalogue of Life.